# Xylosma guillauminii
Xylosma guillauminii är en videväxtart som beskrevs av Herman Otto Sleumer. Xylosma guillauminii ingår i släktet Xylosma och familjen videväxter. Inga underarter finns listade i Catalogue of Life.